# Joachim G. Leithäuser
Joachim Gustav Leithäuser (* 27. Mai 1910 in Berlin; † 28. Juni 1965) war ein deutscher Journalist und Sachbuchautor.
Leithäuser war 1959 Gründungsmitglied der Internationalen Liga für Menschenrechte e.V. und bis 1965 erster Präsident der ILMR.

## Schriften
- Diplomatie auf schiefer Bahn, Grunewald-Verlag, Berlin 1953.
- Ufer hinter dem Horizont. Die großen Entdecker der Erde von Kolumbus bis zur Weltraumfahrt, Safari-Verlag, Berlin 1953.
- Der Aufstand im Juni. Ein dokumentarischer Bericht, Grunewald-Verlag, Berlin 1954.
- Die zweite Schöpfung der Welt. Eine Geschichte der großen technischen Erfindungen von heute, Safari-Verlag, Berlin 1954.
- Das unbekannte Ich. Eine Psychologie für den modernen Menschen, Safari-Verlag, Berlin 1955.
- Katastrophen. Der Mensch im Kampf mit der Naturgewalten, Safari-Verlag, Berlin 1956.
- Werner Heisenberg, Colloquium-Verlag, Berlin 1957 (= Köpfe des XX. Jahrhunderts Band 2).
- Mappa mundi. Die geistige Eroberung der Welt, Safari-Verlag, Berlin 1958.
- Die unsichtbare Kraft. Roman der Elektrizität, Safari-Verlag, Berlin 1959.
- Journalisten zwischen zwei Welten. Die Nachkriegsjahre der Berliner Presse, Colloquium-Verlag, Berlin 1960.
- Er nannte sich Voltaire. Roman eines großen Lebens, Cotta, Stuttgart 1961
  - Neuausgabe unter dem Titel: Voltaire – Leben & Briefe – Bericht eines großen Lebens Emil Vollmer Verlag.
- Wilhelm Leuschner. Ein Leben für die Republik, Bund-Verlag, Köln 1962.
- Goldene Worte des Unsinns. Unbewusste Dummheiten beim Denken, Reden und Schreiben, Non Stop-Bücherei, Berlin 1964.
- Das neue Buch vom Aberglauben. Geschichte und Gegenwart, Safari-Verlag, Berlin 1964.
- Reportagen zur Weltgeschichte, Cotta, Stuttgart 1964.
- Albert Einstein, Colloquium-Verlag 1965 (= Köpfe des XX. Jahrhunderts Band 37).
- Weltweite Seefahrt. [von Wikingerbooten und Hansekoggen bis zu Ozeandampfern und Atomschiffen], Safari-Verlag, Berlin 1965.
- Man schenkt nicht immer rote Rosen. Anstand mit Anstand, Fackelträger-Verlag, Hannover 1966.